# Рауль, Дейл
Ка́рен Дейл Рау́ль (англ. Karen Dale Raoul; 16 августа 1956, Мизула, Монтана, США) — американская актриса

.

## Биография
Карен Дейл Рауль родилась 16 августа 1956 года в городе Мизула (штат Монтана, США) в семье Кэрол Рауль.
Она начала свою профессиональную актёрскую карьеру в театре Old Globe в Сан-Диего, штат Калифорния, где она появилась в «Гамлете» и «Укрощение строптивой». Она продолжала выступать во многих региональных театрах, прежде чем переехать в Лос-Анджелес. Начиная с 1986 года, Рауль сыграла более чем в 70-ти фильмах и телесериалах, также занимается озвучиванием. На телевидении наиболее известна по роли Максин Фортенбери в сериале-тёмной фэнтези и драме «Настоящая кровь».
С 16 июня 1986 года Дейл замужем за дизайнером освещения и шестикратным лауреатом премии «Эмми» Рэем Томпсоном («Молодые и дерзкие»). Они являются активными сторонниками оперы Лос-Анджелеса и различных приютов для животных и усыновления. Рауль и Томпсон в настоящее время проживают в Лос-Анджелесе, штат Калифорния.

## Избранная фильмография
| Год       |   | Русское название           | Оригинальное название      | Роль                                                    |
| --------- | - | -------------------------- | -------------------------- | ------------------------------------------------------- |
| 1986      | с | Она написала убийство      | Murder She Wrote           | медсестра                                               |
| 1986      | с | Закон Лос-Анджелеса        | L.A. Law                   | Доктор Пенрод                                           |
| 1986      | с | Кто здесь босс?            | Who's the Boss?            | Мисс Олив / Миссис Филлипс                              |
| 1989      | с | Создавая женщину           | Designing Women            | Джун Рэндольф                                           |
| 1989      | с | Альф                       | ALF                        | Рита                                                    |
| 1991      | с | Тихая пристань             | Knots Landing              | Нэнси Мюллер                                            |
| 1991      | с | Сайнфелд                   | Seinfeld                   | пациентка стоматолога                                   |
| 1992      | ф | Газонокосильщик            | The Lawnmower Man          | Долли                                                   |
| 1994      | с | Полиция Нью-Йорка          | NYPD Blue                  | Полли / Миссис Кафферти                                 |
| 1995      | с | Нас пятеро                 | Party of Five              | Мисс Баллок                                             |
| 1997      | с | Детектив Нэш Бриджес       | Nash Bridges               | Гретхен                                                 |
| 1997      | с | Несчастливы вместе         | Unhappily Ever After       | Бабушка Доброта                                         |
| 1997      | ф | В открытом море            | Out to Sea                 | Сильвия                                                 |
| 1998      | с | Сабрина — маленькая ведьма | Sabrina the Teenage Witch  | Миссис Мейплтон                                         |
| 1999      | ф | Взрыв из прошлого          | Blast from the Past        | Мама                                                    |
| 2001      | ф | Мексиканец                 | The Mexican                | Эстель                                                  |
| 2001      | с | Клиент всегда мёртв        | Six Feet Under             | Розмари                                                 |
| 2001      | с | Друзья                     | Friends                    | Миссис Верховен                                         |
| 2005      | с | Фил из будущего            | Phil of the Future         | Мисс Мип                                                |
| 2008      | ф | Семь жизней                | Seven Pounds               | волонтёр в Сент-Мэттьюз                                 |
| 2008—2009 | с | Офис                       | The Office                 | Ронни                                                   |
| 2008—2014 | с | Настоящая кровь            | True Blood                 | Максин Фортенберри                                      |
| 2010      | с | Бывает и хуже              | The Middle                 | консультант по руководству                              |
| 2011      | с | Анатомия страсти           | Grey's Anatomy             | медсестра с отделение интенсивной терапии новорожденных |
| 2012      | с | Дорогой доктор             | Royal Pains                | Франческа Брагалини                                     |
| 2013      | с | Понедельник утром          | Monday Mornings            | Элоиз Фернвуд                                           |
| 2013—2014 | с | Под куполом                | Under the Dome             | Андреа Гриннелл                                         |
| 2015      | с | Нэшвилл                    | Nashville                  | косметолог                                              |
| 2017      | с | Кости                      | Bones                      | Гретхен Крокетт                                         |
| 2017      | с | Никки, Рикки, Дикки и Дон  | Nicky, Ricky, Dicky & Dawn | Бабушка Харпер                                          |